# Кантони, Карло
Карло Кантони (итал. Carlo Cantoni; 20 ноября 1840, Гропелло-Ломеллино — 11 сентября 1906, Гропелло-Ломеллино) — философ Италии.
Профессор философии в Павии. Кантони является главным представителем кантовского критицизма в Италии, но принципы Канта он принимает с немаловажными видоизменениями. Так, существование вещи в себе он обосновывает верой, не допускающей доказательств, и вообще стремится разрешить и устранить кантовский дуализм феноменов и ноуменов. Его труды: «Giovanni Battista Vico, studii critici et comparativi» (Турин, 1867); «Emanuele Kant» (Милан, 1883—1884).